# Comores Air Services
Comores Air Services es una pequeña aerolínea que sirve para transportar pasajeros y carga entre las tres islas de las Comores, así como a la cercana isla de Mayotte.

## Flota
En agosto de 2006 la flota de Comores Air Services incluye:
- 2 Let L-410 UVP

## Prohibición UE
La aerolínea se encuentra en la lista de aerolíneas prohibidas en la Unión Europea (a 14 de noviembre de 2008).